# Dipsacus valsecchii
Dipsacus valsecchii är en tvåhjärtbladig växtart som beskrevs av Camarda. Dipsacus valsecchii ingår i släktet kardväddar, och familjen Dipsacaceae. Inga underarter finns listade i Catalogue of Life.